# Копривен
Копривен е река в Западна България, област Кюстендил, общини Невестино и Кочериново, десен приток на река Струма. Дължината ѝ е 26 km. Отводнява крайните северни разклонения на планината Влахина и част от историко-географската област Пиянец.
Река Копривен извира на 1252 m н.в., на около 500 m югоизточно от връх Ямата (1318 m) в северната част на планината Влахина. Тече в дълбока, силно опороена долина през историко-географската област Пиянец и най-северните части на планината Влахина, като образува голяма, изпъкнала на север дъга. След село Цървище долината ѝ се разширява, а при село Драгодан излиза от планината и се влива отдясно в река Струма на 361 m н.в., на 500 m югоизточно от селото.
Водосборният басейн на реката е с площ от 88 km2, което представлява 0,51% от водосборния басейн на река Струма, като има слабо развита речна мрежа.
Река Копривен е с преобладаващо дъждовно подхранване, като максимумът е през месец април, а минимумът – август.
По течението на реката са разположени 4 села:
- Община Невестино – Църварица;
- Община Кочериново – Фролош, Цървище, Драгодан.

В най-долното си течение част от видите на реката се използват за напояване.

## Топографска карта
- Лист от карта K-34-70. Мащаб: 1 : 100 000.
- Лист от карта K-34-71. Мащаб: 1 : 100 000.